# Graciela Dufau
Graciela Dufau (Avellaneda, 11 de fevereiro de 1942) é uma atriz argentina. Estreou no cinema com Rodolfo Kuhn no filme Os Jovens Velhos de 1962.